# Eriosyce calderana
Eriosyce calderana là một loài thực vật có hoa trong họ Cactaceae. Loài này được (F.Ritter) Ferryman mô tả khoa học đầu tiên năm 2005.